# 고주룡
고주룡(1962년 5월 9일 ~ )은 대한민국의 MBC의 보도본부 국장이다.

## 학력
- 1982년 ~ 1987년 : 인하대학교 건축공학과 학사
- 2003년 ~ 2005년 : 연세대학교 언론홍보대학원 방송영상 석사

## 경력
- 1988년 : 춘천MBC 기자 입사
- 1991년 : MBC 기자 이적 입사 (경력공채)
- 2006년 8월 ~ 2009년 3월 : MBC 보도국 산업팀장
- 2009년 3월 ~ 2010년 3월 : MBC 보도국 라디오뉴스부장
- 2010년 3월 ~ 2011년 2월 : MBC 보도제작 2부장
- 2011년 2월 ~ 2012년 4월 : MBC 보도국 경제부장
- 2012년 4월 ~ 2012년 12월 : MBC 보도국 편집2부장
- 2012년 12월 ~ 2013년 6월 : MBC 보도국 주간뉴스부장
- 2013년 8월 ~ 2016년 8월 : MBC 베이징 특파원
- 2016년 8월 ~ 2017년 3월 : MBC 논설위원
- 2017년 3월 ~ 2017년 12월 : MBC 통일방송연구소장
- 2017년 12월 : MBC 통일방송추진단 국장
- 2021년 12월 ~ 2022년 1월 : 국민의힘 살리는 선거대책위원회 총괄특보단 공보특보
- 2022년 6월 : 민선8기 인천시장직 인수위원회 공보특보
- 2022년 7월 ~ 2023년 11월: 인천광역시 유정복시장 대변인
- 2024년 3월~2024년 4월: 제22대 국회의원선거 국민의힘 인천선거대책위원회 대변인단 대변인

## 진행

### 과거 텔레비전
- 통일전망대 (2017년)
- 뉴스&정보 피자의 아침 - 기획취재 출연 (2000년)